# Alberto Costa
Alberto Bernardes Costa (Alcobaça, Évora de Alcobaça, 16 de agosto de 1947) é um advogado e político português.

## Biografia
Frequentou o Liceu Nacional de Leiria, hoje Escola Secundária Francisco Rodrigues Lobo, onde foi distinguido com o Prémio Nacional, e licenciou-se em Direito, na Faculdade de Direito da Universidade de Lisboa. Foi jornalista no Comércio do Porto e foi depois docente naquela Faculdade, lecionando como assistente entre 1977 e 1979, e, de seguida, no Instituto Superior de Economia da Universidade Técnica de Lisboa, entre 1976 e 1986.
Ativista da Oposição Democrática, foi candidato à Assembleia Nacional, pelo Círculo Eleitoral de Leiria (1969), tendo sido perseguido e preso pela PIDE. Em 1973 deixou o país e exilou-se em França (Paris).
Admitido na Ordem dos Advogados, voltou à política como militante do Partido Socialista, onde chegou à Comissão Nacional em 1988. Entre 1987 e 1988, foi diretor do Gabinete de Assuntos da Justiça de Macau, de onde foi exonerado pelo secretário-Adjunto da Administração e Justiça de Macau, José António Barreiros, por alegadas suspeitas de pressão sobre o poder judicial no âmbito do caso Emaudio / Teledifusão de Macau (TDM), em que foi decretada a prisão preventiva dos administradores da TDM.. Essa decisão de exoneração foi revogada pelo Supremo Tribunal Administrativo em 1991.
Foi eleito deputado à Assembleia da República nas legislaturas iniciadas em 1991, 1995, 1999, 2002, 2005, 2009 e 2011. Foi presidente da Comissão Parlamentar dos Assuntos Europeus, vice-presidente do Grupo Parlamentar do PS e membro da Assembleia Parlamentar do Atlântico-Norte.
Foi Ministro da Administração Interna do XIII Governo Constitucional (1995-1997), tendo integrado o Conselho de Ministros de Justiça e Assuntos Internos da União Europeia em seis presidências. Foi membro da Convenção Europeia que preparou o projeto de Constituição Europeia, em representação da Assembleia da República (2002-2003) e também responsável pelo programa eleitoral da candidatura do PS ao Parlamento Europeu (2004). Proferiu conferências em países da Europa, África, Ásia e América, tendo chefiado nalguns deles missões da União Europeia.
Desempenhou as funções de administrador (não executivo) da Petrogal (1997-1998).
É autor de diversas publicações sobre temas jurídicos e políticos, tendo artigos dispersos nas revistas O Tempo e o Modo, Vértice, Seara Nova, Política Internacional, Revista Jurídica de Macau, Revue du Tiers Monde, Europa Novas Fronteiras, entre outras.

### Condecorações[3]
- Grande-Oficial da Ordem do Mérito de Malta (3 de Março de 1995)